# Rectaflex
Rectaflex è stata un'azienda italiana con sede a Roma, in attività dal 1947 al 1955, produttrice di fotocamere, in particolare dell'unica reflex monobiettivo mai progettata e prodotta in Italia, ed anche la prima al mondo che usò un mirino a pentaprisma.

## La prima Rectaflex
La fotocamera Rectaflex, ideata dal fondatore dell'azienda e capo progettista Telemaco Corsi, fu presentata nel 1946 alla Fiera Campionaria di Milano, e messa in vendita dal 1947. Fu una di quelle "nuove" macchine fotografiche di piccolo formato derivate dalla Leica, modificando il sistema di mira dal mirino galileiano al mirino reflex, e quindi aumentando il tiraggio delle ottiche a causa dello specchio ribaltabile, ma mantenendo perlopiù la stessa forma della Leica, adatta ai rullini 135, con fotogrammi in formato Leica 24x36, otturatore sul piano focale ed obiettivi intercambiabili. Il mirino era a pentaprisma e il nome della Rectaflex deriva dal fatto che la visione a pozzetto usata fino ad allora, qui veniva deviata di 90° («recta» angolo retto) per essere osservata in asse all'asse ottico del obiettivo, e «flex» dal riflesso (reflex ) dello specchio. Fu la prima fotocamera della storia dotata del pentaprisma, per questo tipo di mira. La Rectaflex, infatti, aveva un prisma ottico a cinque facce che progrediva la tipica mira a pozzetto delle reflex anteguerra, e fu la prima macchina a restituire una immagine raddrizzata al oculare, che consentiva di mirare direttamente «ad altezza occhio». Aveva il vetro smerigliato e poi lo stigmometro centrale, ideato dal Dott. Luigi Picchioni, per migliorare la messa a fuoco. L'attacco per gli obiettivi era a baionetta di grande diametro per ottiche Zeiss e Schneider.
Il primissimo prototipo della Rectaflex fu un modello eseguito in legno. La Contax S e l'Alpa Reflex, anch'esse dotate di un sistema di pentaprisma analogo, vedranno la luce solo un paio di anni dopo, all'incirca nel 1949. Tuttavia, l'oculare di queste fotocamere reflex di piccolo formato, è situato obbligatoriamente in una scomoda posizione centrale del corpo, invece che laterale (posizione più comoda) come aveva la Leica III (e ancor meglio, le Leica M), dalla quale derivano.

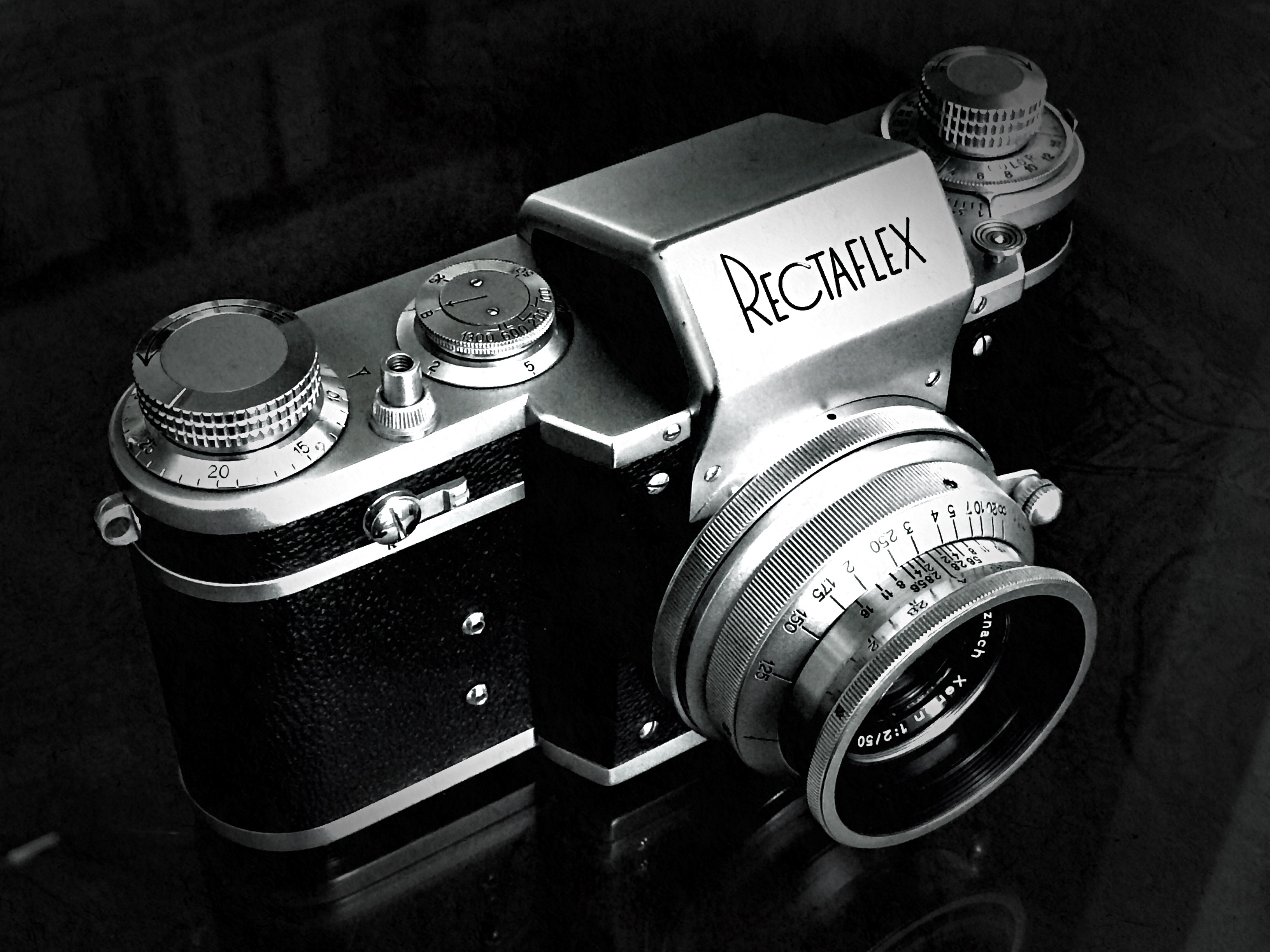
Rectaflex 1300 con ottica Schneider Xenon 50 mm ƒ/2

Il primo prototipo del 1946, modello di preserie, fu chiamato Rectaflex Standard 947 ed aveva già tempi di otturazione da 1 secondo a 1/1000 s, con sincro flash a 1/25 di secondo (tipico del periodo). Il prisma della 947, però, non correggeva ancora l'inversione destra-sinistra dell'immagine nel mirino, fornendo una scomoda immagine capovolta nel riprendere le fotografie in verticale, costituendo un eventuale inconveniente per il fotografo. Così, dopo le aspre critiche ricevute durante la prima presentazione a Milano, il progettista Corsi decise di ridisegnare il prisma per ottenere il raddrizzamento completo dell'immagine all'oculare, aggiungendo «il tetto» ad una delle facce, e poco dopo iniziò la produzione di serie, direttamente con il nuovo pentaprisma a tetto (nel 1947), ma con la vecchia forma esterna, data dal tipico lato piatto che riportava l'incisione del nome «Rectaflex» (vadi foto a fianco).
Il primo modello di produzione fu la Rectaflex serie 1000 (numeri di serie da 1000 a 1999), piuttosto simile al modello di preserie. La Rectaflex serie 2000 (numeri di serie da 2000 a 2999) aggiunse lo stigmometro nel mirino. Da notare che le denominazioni «serie 1000» e «serie 2000» non erano ufficiali, ma solo un modo per riconoscere le varianti mediante il numero di serie, e così tutte le altre. 
La Rectaflex serie 4000 (numeri di serie da 4000 a 5500) aveva la leva di carica modificata e mancava del cutter per il film. La Rectaflex serie 16000 (numeri di serie da 16000 a 19000) aveva tre connettori sincro-flash e una finestrella per impostare il numero massimo di pose della pellicola caricata. La Rectaflex serie 20000 (numeri di serie da 20000 a 23000) aveva un otturatore modificato ed una baionetta rinforzata.
La Rectaflex serie 25000 (numeri di serie da 25000 a 32000) aveva un otturatore ulteriormente modificato che poteva raggiungere il tempo di 1/1300 di secondo, presentava inoltre soltanto due connettori sincro-flash; alcuni modelli di questa serie avevano il pulsante di scatto a profilo piatto. Questo modello è talvolta chiamato Rectaflex 1300 a causa del tempo massimo di otturazione, in contrapposizione ai modelli della serie precedente denominati Rectaflex 1000.

## Le varianti speciali
La Rectaflex Junior era una Rectaflex serie 1000 equipaggiata con un otturatore semplificato; i tempi di scatto andavano da 1/25 a 1/500. Le Rectaflex serie 1000 avevano problemi di affidabilità, per questo motivo ne fu convertito un significativo numero (tra 500 e 1000) in Junior.
La Rectaflex Gold era una Rectaflex serie 25000 con il corpo laminato in oro e finiture in pelle di lucertola. Furono tutte donate a VIP del tempo, tra cui Papa Pio XII, il presidente statunitense Eisenhower e Winston Churchill.
La Rectaflex Rotor era una Rectaflex serie 25000 equipaggiata con una torretta a tre lenti. La produzione stimata di questo modello è compresa tra le 200 e le 300 unità. Vi furono inoltre conversioni non ufficiali di alcuni esemplari appartenenti a varie serie secondo le specifiche Rectaflex Rotor.
È esistita una versione speciale della Rectaflex serie 25000 per utilizzo scientifico. Questo modello produceva fotogrammi in formato 32 x 24 mm ed era munito di adattatore per microscopio.

## La Rectaflex Liechtenstein
Nel 1955, dopo la produzione della serie 25000, l'azienda Rectaflex chiuse per fallimento e fu creata una nuova società Rectaflex, parzialmente controllata dal principe del Liechtenstein. Telemaco Corsi non ebbe alcun ruolo in questa nuova azienda. La nuova Rectaflex presentò la Rectaflex 40000, spesso chiamata Rectaflex Liechtenstein, che aveva un pentaprisma ridisegnato con lo stemma del Liechtenstein ed altre modifiche minori. Il numero di esemplari prodotti è sconosciuto, sembra invece certo che il modello fosse afflitto da problemi di progetto. Alcuni prototipi sono noti per avere la preselezione interna del diaframma.

## La Recta
La Recta era un prototipo di fotocamera a telemetro basata sulla Rectaflex; aveva otturatore sul piano focale con tempi da 1 sec  1/1000 ed attacco a vite Leica M39 (LTM). Ne furono prodotte 6 con numero di serie da 1001 a 1006. Come lente standard montava un Isco Westar 50mm f/3.5.
La Recta fu progettata da Telemaco Corsi nel 1953, prima della chiusura dell'azienda.

## La Rectamatic
La Rectamatic era un progetto per una SLR 35 mm evoluta, successiva alla Rectaflex. Fu concepito da Telemaco Corsi all'inizio degli anni sessanta.

## Gli obiettivi Rectaflex
Le Rectaflex erano equipaggiate con obiettivi delle Officine Galileo e di alcuni fra i più importanti fabbricanti stranieri, come Carl Zeiss, Schneider, Voigtländer, Angenieux e Kilfitt.

## Gli stabilimenti Rectaflex
La prima produzione di fotocamere Rectaflex avviene negli stabilimenti provvisori delle Officine S.a.r.a. a Roma, in Via del Monte delle Capre. Qui fu prodotta la prima fotocamera reflex italiana, nei modelli Standard, 1000 e 2000. 
Nel 1948 un finanziamento della Cisa permette la costruzione di una nuova palazzina di 4 piani, strutturata secondo i principi di Walter Gropius, con piani open-space e finestre a parete rivolte ad est.
Nella palazzina trovano posto 6 reparti (Fresatura; Tornitura; Montaggio; Accessori; Collaudo semilavorati; Collaudo finale), oltre all'attrezzeria, i servizi e la mensa. Nelle vecchie strutture Sara vengono alloggiati i due reparti meno puliti (Galvanica e Verniciatura) e i magazzini. La Direzione e gli uffici dei disegnatori rimangono nella palazzina centrale della Sara. La produzione in serie inizia nel gennaio 1949.
Dopo la liquidazione della fabbrica (1955) lo stabilimento romano, dopo una fase di abbandono, diventa negli anni Sessanta Istituto Tecnico Industriale Guglielmo Marconi. In seguito a un programma di restauro degli edifici da parte della Città Metropolitana di Roma, è oggi sede del Centro polivalente di quartiere e della Biblioteca.